# Mia Nicolai
Mia Nicolai, właśc. Michaja Nicolaï (ur. 7 marca 1996 w Amsterdamie) – holenderska piosenkarka i autorka tekstów pochodzenia rosyjskiego. Reprezentantka Holandii w 67. Konkursie Piosenki Eurowizji (2023).

## Życiorys
Jest drugą córką prawnika i polityka Partii na rzecz Zwierząt Petera Nicolaï i rosyjskiej piosenkarki, kompozytorki oraz autorki tekstów Maryny Nicolaï-Krylowej. W wieku 3 lat zaczęła uczęszczać na zajęcia baletowe i teatralne, co wzbudziło w niej zainteresowanie muzyką i ostatecznie doprowadziło ją do pobierania lekcji gry na fortepianie i skrzypcach. W 2018 roku wydała swój pierwszy singel, cover utworu „At Last” amerykańskiego muzyka Glenna Millera. W 2020 roku wydała single „Set Me Free” i „Mutual Needs”, z których ten drugi pojawił się w audycji radiowej DJ Zane'a Lowe'a. W 2021 roku wydała single „People Pleaser” i „Dream Go”. Mieszkała w Londynie, Melbourne i Nowym Jorku, zanim osiedliła się na stałe w Los Angeles w 2022 roku.
W 2023 roku z utworem „Burning Daylight”, nagranym z Dionem Cooperem, została wybrana na reprezentantkę Holandii w 67. Konkursie Piosenki Eurowizji w Liverpoolu. Nicolaï poznała Coopera w 2020 roku, gdy zwycięzca 64. Konkursu Piosenki Eurowizji w Tel Awiwie, Duncan Laurence, i jego partner Jordan Garfield zaprzyjaźnił ich ze sobą. W maju 2023 Nicolaï wystąpiła z Cooperem w pierwszym półfinale Eurowizji i nie zakwalifikowali się do finału, zajmując 13. miejsce.

## Dyskografia

### Single
| Rok                                                      | Tytuł                                 | Najwyższa pozycja na liście | Album |
| Rok                                                      | Tytuł                                 | NLD                         | Album |
| -------------------------------------------------------- | ------------------------------------- | --------------------------- | ----- |
| 2018                                                     | „At Last”                             | –                           | –     |
| 2020                                                     | „Set Me Free”                         | –                           | –     |
| 2020                                                     | „Mutual Needs”                        | –                           | –     |
| 2021                                                     | „People Pleaser”                      | –                           | –     |
| 2021                                                     | „Dream Go”                            | –                           | –     |
| 2022                                                     | „Loop”                                | –                           | –     |
| 2023                                                     | „Burning Daylight” (oraz Dion Cooper) | 28                          | –     |
| „–” oznacza, że singel nie był notowany na danej liście. |                                       |                             |       |